# Новомоньїнське сільське поселення
Новомо́ньїнське сільське поселення — муніципальне утворення в складі Селтинського району Удмуртії, Росія. Адміністративний центр — присілок Нова Монья.

## Історія
Станом на 2002 рік існували Гобгуртська сільська рада (присілки Вутно, Гобгурт, Мугло, Стара Монья, Тальяни) та Новомоньїнська сільська рада (присілки Гамберово, Ешметьгурт, Кочегурт, Круглий Ключ, Нова Монья, Покровці, виселок Орловський).

## Населення
Населення становить 931 особа (2019, 1089 у 2010, 1352 у 2002).

## Склад
До складу поселення входять такі населені пункти:
| Населений пункт        | Населення, осіб (2002) | Населення, осіб (2010) |
| ---------------------- | ---------------------- | ---------------------- |
| Вутно, присілок        | 45                     | 22                     |
| Гамберово, присілок    | 63                     | 59                     |
| Гобгурт, присілок      | 398                    | 308                    |
| Ешметьгурт, присілок   | 87                     | 93                     |
| Кочегурт, присілок     | 93                     | 68                     |
| Круглий Ключ, присілок | 55                     | 20                     |
| Мугло, присілок        | 94                     | 57                     |
| Нова Монья, присілок   | 457                    | 427                    |
| Орловський, виселок    | 39                     | 24                     |
| Покровці, присілок     | 4                      | 0                      |
| Стара Монья, присілок  | 17                     | 11                     |
| Тальяни, присілок      | 0                      | -                      |

## Господарство
В поселенні діють 3 школи, 2 садочки, 2 ФАПи, 2 клуби, 4 бібліотеки.